# 博谢纪念奖
博谢纪念奖（英語：Bôcher Memorial Prize），或简称博谢奖（英語：Bôcher Prize），是分析数学领域的著名国际奖项，是分析数学分支的最高奖之一。

## 简介
博谢奖由美国数学学会在1923年设立，并以美国早期分析几何学家马克希莫·博谢的名字命名。博谢奖最初建立在美国数学学会会员们1450美元捐款的基础之上。博谢奖是美国数学学会最古老的奖项。
博谢奖每五年颁发一次，奖励给在过去六年中在分析领域作出杰出贡献的数学家。该数学家的研究贡献必须在被承认的北美数学界学术杂志上发表，或者被美国数学会会员提名。这个规则最初在1971年施行，并在1993年进一步修改和完善。
博谢奖现在的奖金是5,000美元。

## 历届得主
博谢奖历届得主中不乏数学大师级人物，如数理天才巨星约翰·冯·诺伊曼曾是该奖的1938年得主。博谢奖得主中也不乏数学最高奖菲尔兹奖和沃尔夫数学奖得主。
博谢奖华人得主有二位：陶哲轩和林芳华。二人同为博谢奖2002年得主。其中陶哲轩于2006年获得菲尔兹奖。
博谢奖往届得主列表如下：
- 1923年：乔治·大卫·伯克霍夫
- 1924年：埃里克·坦普尔·贝尔、所罗门·莱夫谢茨
- 1928年：詹姆斯·韋德爾·亞歷山大
- 1933年：马斯顿·摩斯（英语：Marston Morse）、諾伯特·維納
- 1938年：约翰·冯·诺伊曼
- 1943年：杰西·道格拉斯
- 1948年：阿尔伯特·谢弗（英语：Albert Schaeffer）、唐纳德·斯宾塞（英语：Donald Spencer）
- 1953年：诺曼·莱文森（英语：Norman Levinson）
- 1959年：路易·尼倫伯格
- 1964年：保罗·寇恩
- 1969年：艾赛多尔·辛格
- 1974年：唐纳德·塞缪尔·奥恩斯坦（英语：Donald Samuel Ornstein）
- 1979年：阿尔贝托·卡尔德龙（英语：Alberto Calderón）
- 1984年：路易斯·卡法雷利
- 1984年：理查德·梅尔罗斯（英语：Richard Melrose）
- 1989年：理查德·舍恩（理查德·舍恩）
- 1994年：莱昂·西蒙（英语：Leon Simon）
- 1999年：德米特里·克里斯特多罗（英语：Demetrios Christodoulou）、塞尔秀·克莱纳尔曼、湯瑪斯·沃爾夫（英语：Thomas Wolff）
- 2002年：丹尼尔·塔塔鲁、陶哲轩、林芳华
- 2005年：弗兰克·莫尔勒（英语：Frank Merle）
- 2008年：阿尔贝托·布莱森（英语：Alberto Bressan）、查尔斯·费夫曼、卡洛斯·科尼格（英语：Carlos Kenig）
- 2011年：Assaf Naor, Gunther Uhlmann
- 2014年：西蒙·布伦德勒
- 2017年：András Vasy
- 2020年：拉里·古思